# Ковила

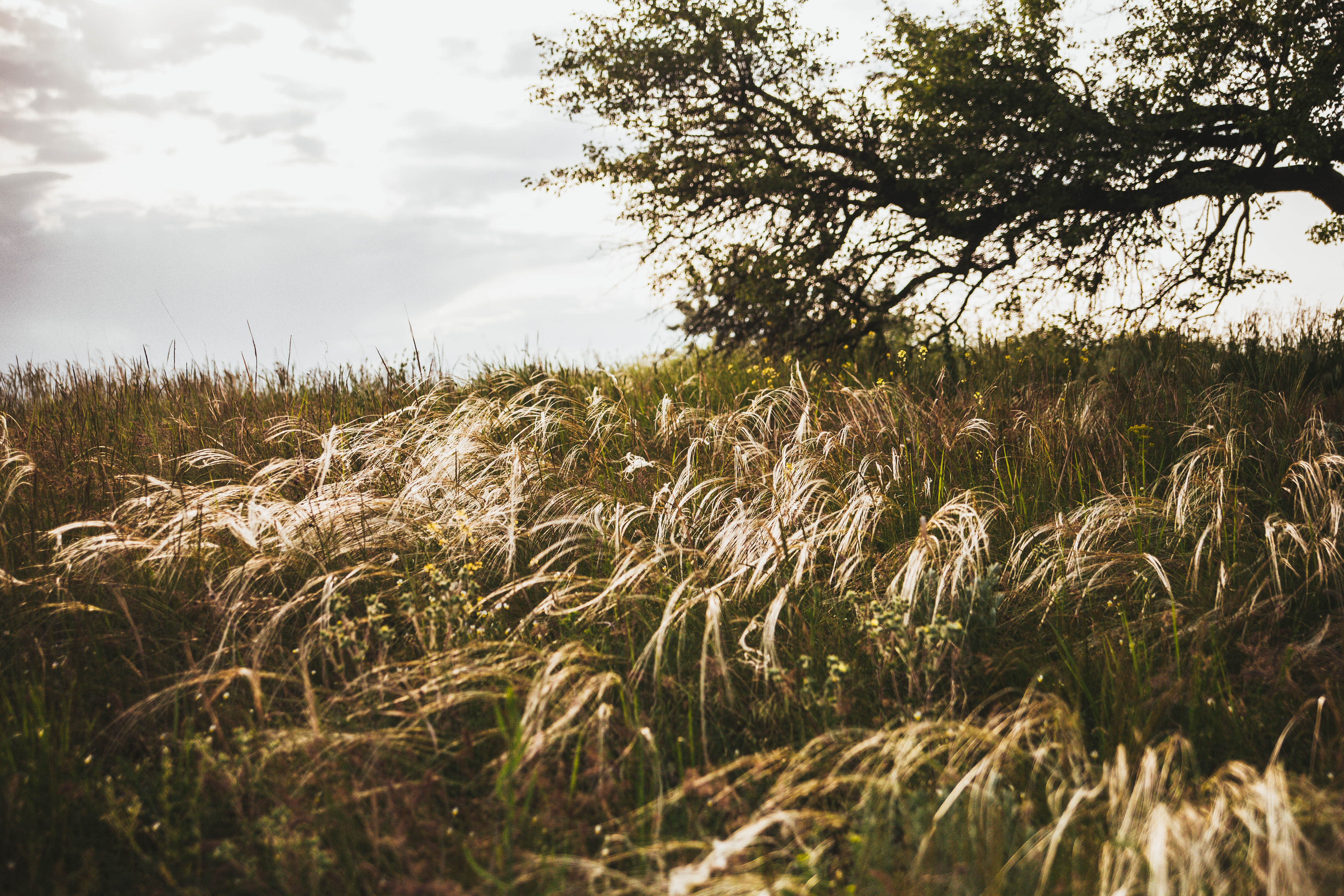
Ковила на острові Хортиця, м.Запоріжжя

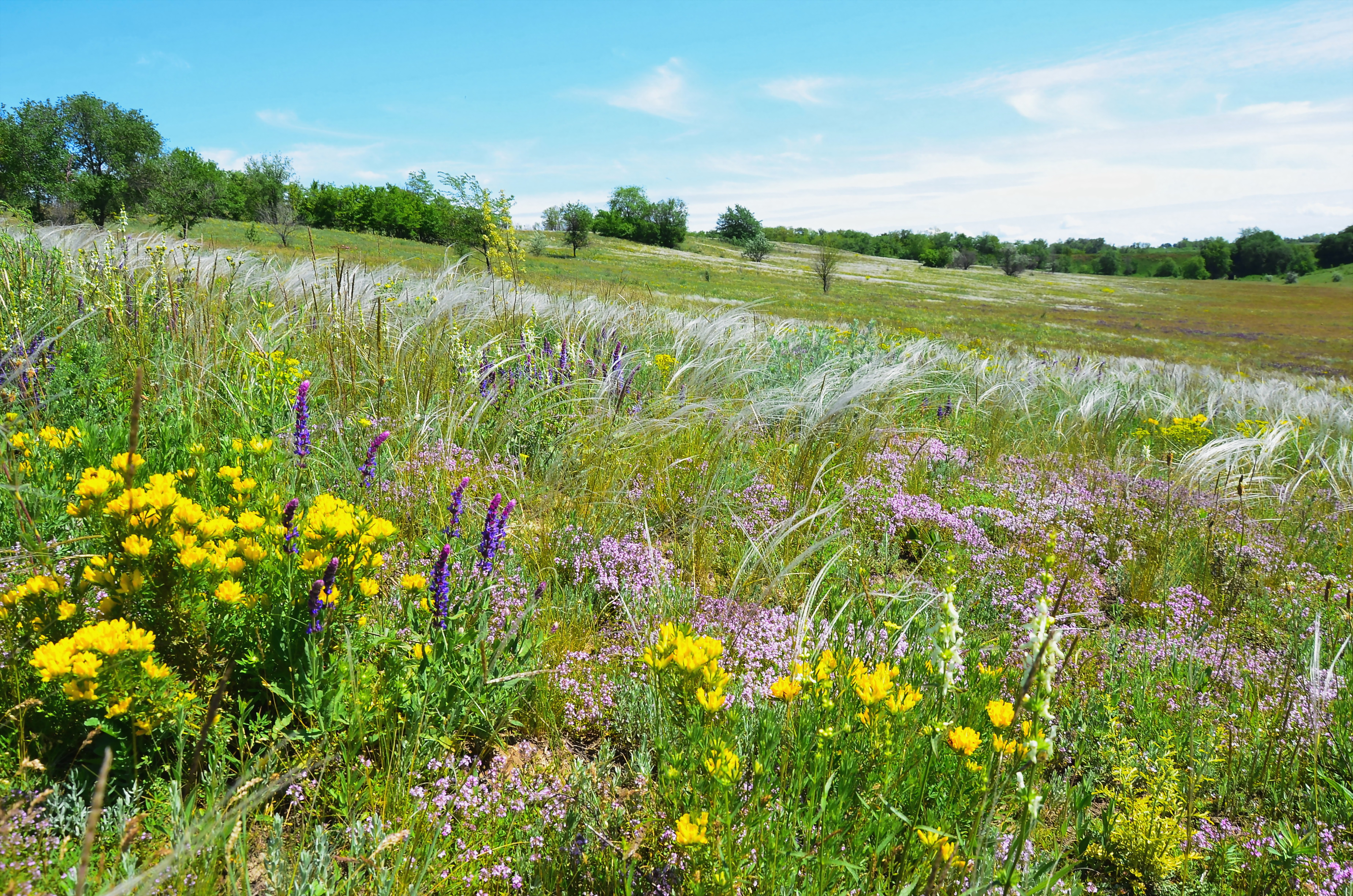
Ковила́ на Січеславщині

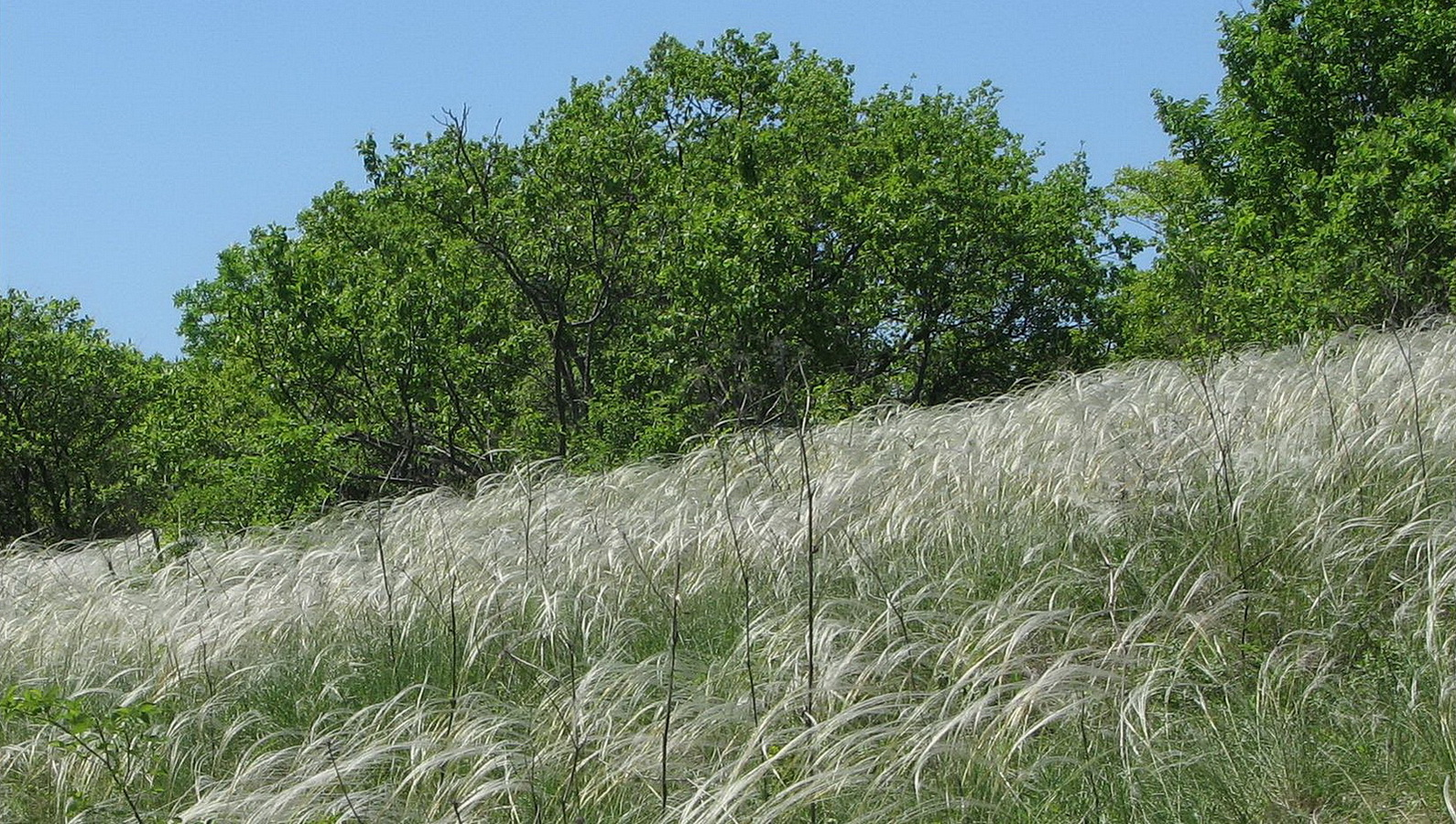
Ковиловий степ на фоні байрачного лісу, Запорізька область

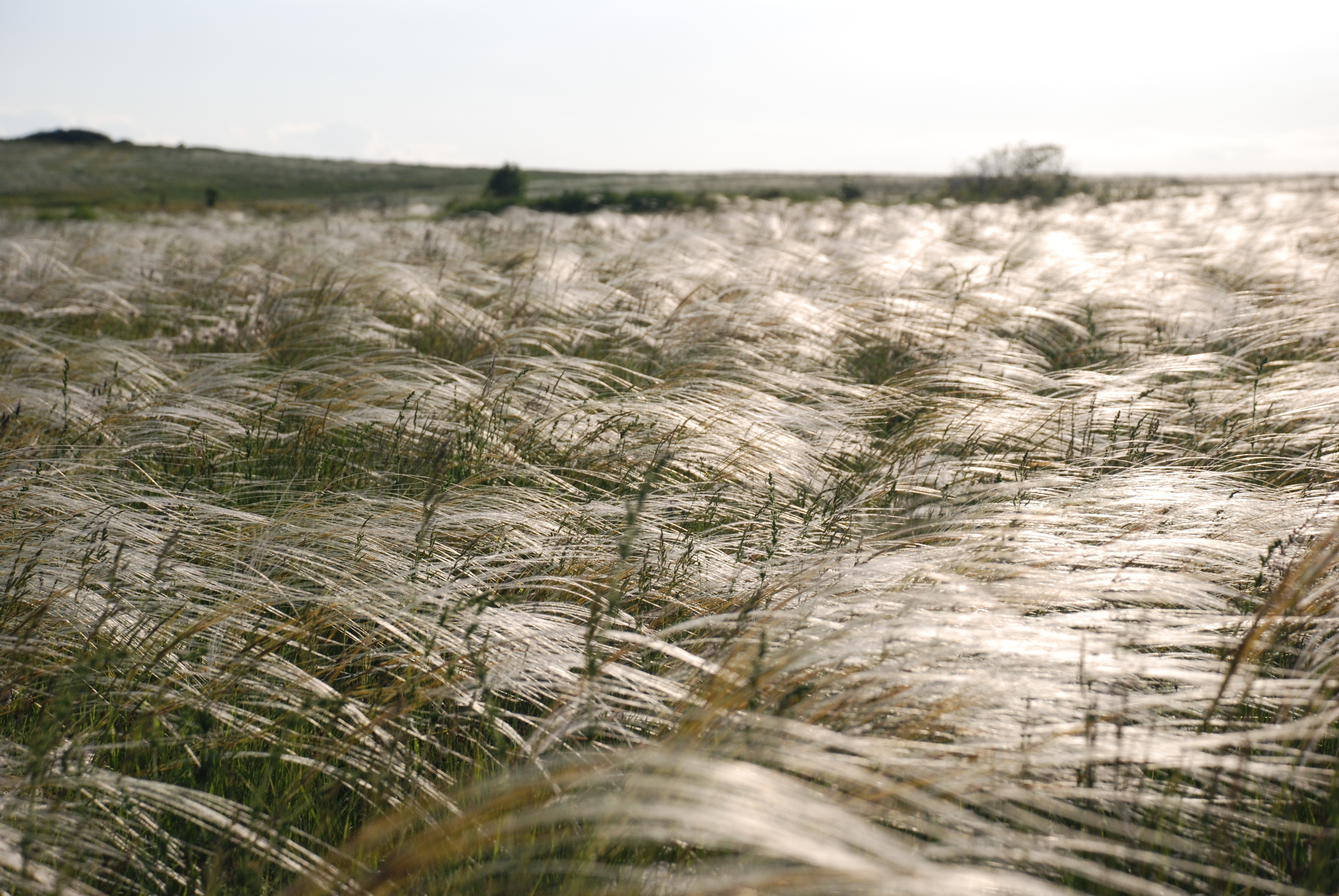
Ковила на території заповідника «Стрільцівський степ», Луганська область

Ковила́ (Stipa) — рід однодольних рослин родини тонконогових, що налічує, за різними класифікаціями, від майже 150 до понад 300 видів ксерофітних трав, що ростуть переважно у помірних і субтропічних регіонах Євразії, Центральної й Південної Америк, півночі сходу та півдня Африки. 

## Опис
Більшість видів ковили багаторічні, декілька видів — однорічні. Ці трави мають коротке кореневище, що іноді випускає дуже великий пучок жорсткого листя, згорнутого часто в трубку і схожого на дріт. Суцвіття волотисте, колоски містять по одній квітці, покривних лусок 2, зовнішня квіткова переходить в довгий, здебільшого перегнутий коліном і біля основи скручений остюк, який щільно охоплює плід (зернівка) до її достигання. Як ксерофіт ковила оселяється на степових луках, на сухих відкритих горбах, на скелях і кам'янистих розсипах.

## Поширення в Україні
Такі види як ковила пірчаста, довгий остюк якої вкритий м'якими волосками, і тирса або волосиста ковила, остюк якої голий, розповсюджені на залишках степових ділянок Південної Європи, включно з Україною. Загалом на території України зустрічаються 27 видів роду Ковила:
- Stipa adoxa — Ковила дивна
- Stipa anomala — Ковила відмінна
- Stipa asperella — Ковила шорстка
- Stipa borysthenica — Ковила дніпровська
- Stipa brachyptera — Ковила короткокрила
- Stipa brauneri — Ковила Браунера
- Stipa capillata — Ковила волосиста
- Stipa dasyphylla — Ковила пухнастолиста
- Stipa disjuncta — Ковила відокремлена
- Stipa donetzica — Ковила донецька
- Stipa fallacina — Ковила облудна
- Stipa graniticola — Ковила гранітна
- Stipa heterophylla — Ковила різнолиста
- Stipa lessingiana — Ковила Лессінга
- Stipa lithophila — Ковила каменелюбна
- Stipa maeotica — Ковила азовська
- Stipa majalis — Ковила травнева
- Stipa martinovskyi — Ковила Мартиновського
- Stipa oreades — Ковила гірська
- Stipa pennata — Ковила пірчаста
- Stipa poëtica — Ковила поетична
- Stipa pulcherrima — Ковила найкрасивіша
- Stipa syreistschikowii — Ковила Сирейщикова
- Stipa tirsa — Ковила вузьколиста
- Stipa transcarpatica — Ковила закарпатська
- Stipa ucrainica — Ковила українська
- Stipa zalesskii — Ковила Залеського